# Nazim al-Kudsi
Nazim al-Kudsi, também escrito "Koudsi", "al-Qudsi" ou "al-Cudsi" (14 de fevereiro de 1906 - 6 de fevereiro de 1998) (em árabe: ناظم القدسي), foi um político e presidente sírio, de 14 de dezembro de 1961 até 8 de março de 1963.
De origem sunita, nasceu ainda durante o Império Otomano; estudou na Universidade Americana de Beirute e na Universidade de Genebra. A partir de 19 de março de 1945, ainda durante o mandato francês, foi até 1947,  embaixador da República da Síria nos Estados Unidos. Ele também foi membro do partido nacionalista árabe Bloco Nacional. 
Após a independência Nazim al-Qudsi foi, em 1949, primeiro-ministro, possuindo novamente este cargo entre 1950 e 1951. Em seguida, ele se tornou presidente do parlamento sírio. Posteriormente, a Síria separou-se da República Árabe Unida, e al-Qudsi governou a Síria como presidente a partir de 1961. Permanecendo neste posto até 7 de março de 1963, data do golpe de Estado do Partido Baath.